# Хаскел Уекслър
Хаскел Уекслър (на английски: Haskell Wexler) е американски кинооператор и режисьор.

## Биография
Роден е на 6 февруари 1922 г. в Чикаго.
Първият голям филм, по който работи като оператор е „Америка, Америка“ на Елия Казан. През 1967 г., на 39-ите награди Оскар, печели последната връчена награда за кинематография на черно-бял филм за работата си по филма „Кой се страхува от Вирджиния Улф?“ на режисьора Майк Никълс. Втори Оскар печели през 1977 г. за филма „Път към слава“. Номиниран е за наградата още три пъти за филмите „Полет над кукувиче гнездо“ (заедно с Бил Бътлър), „Мейтуон“ и „Блейз“.
Следните филми, по които Хаскел Уекслър работи са включени в Националния филмов регистър:
- 1993 – „Полет над кукувиче гнездо“ (1975), съоператор
- 2002 – „Среднощна жега“ (1967), оператор
- 2003 – „Medium Cool“ (1969), режисьор, сценарист и оператор
- 2013 – „Кой се страхува от Вирджиния Улф?“ (1966), оператор

Хаскел Уекслър умира на 27 декември 2015 г. в дома си в Санта Моника.